# Meru
För andra betydelser, se Meru (olika betydelser)
Meru är enligt hinduisk och buddhistisk mytologi ett berg, som är gudarnas boning och världens medelpunkt. 
Av dess fyra sidor är en av guld, en av silver, en av kristall och en av safir. Det har fyra avsatser. På de tre nedersta bor demoner. Den fjärde utgör den nedersta gudahimlen. I de högre avsatserna tronar de viktigaste hinduiska gudarna, främst Indra och Shiva. Även ovanför Indras himmel reser sig ytterligare avsatser (himlar), som särskilt i den senare mytologin, även den buddhistiska, spelar en stor roll i den indiska diktande fantasins skapelser. Meru är ibland identifierat med det tibetanska berget Kailash. 
Namnet är förmodligen prakritiskt av ett sanskritord "smeru-", egentligen "leende, lysande". I astronomin är Mer namn på Nordpolen. 